# Atletiek op de Olympische Zomerspelen 2020 – 100 meter mannen
De 100 meter voor mannen  op de Olympische Zomerspelen 2020 vond plaats op zaterdag 31 juli 2021 en zondag 1 augustus in het  Olympisch Stadion. 90 atleten streden om de opvolger te worden van drievoudig kampioen Usain Bolt. 

## Records
Voorafgaand aan het toernooi waren dit het wereldrecord en het olympisch record.
| Wereldrecord     | Usain Bolt | 9,58 | Berlijn | 16 augustus 2009 |
| Olympisch record | Usain Bolt | 9,63 | Londen  | 5 augustus 2012  |

## Resultaten

### Voorrondes
De drie snelsten van elke voorronde kwalificeerden zich direct voor de series. Van de overgebleven atleten kwalificeert zich de eerste tijdsnelste zich ook voor de series.

#### Voorronde 1
| Rang | Baan | Naam                  | Land | Tijd  | Bijz. |
| ---- | ---- | --------------------- | ---- | ----- | ----- |
| 1    | 7    | Ngoni Makusha         | ZIM  | 10,32 | Q     |
| 2    | 8    | Fabrice Dabla         | TOG  | 10,57 | Q     |
| 3    | 6    | Yeykell Romero        | NCA  | 10,62 | Q     |
| 4    | 1    | Hassan Saaid          | MDV  | 10,70 | SB    |
| 5    | 3    | Shaun Gill            | BIZ  | 10,88 |       |
| 6    | 9    | Pen Sokong            | CAM  | 11,02 | SB    |
| 7    | 4    | Sha Mahmood Noor Zahi | AFG  | 11,04 | PB    |
| 8    | 5    | Lataisi Mwea          | KIR  | 11,25 |       |
| 9    | 2    | Nathan Crumpton       | ASA  | 11,27 | PB    |

#### Voorronde 2
| Rang | Baan | Naam               | Land | Tijd           | Bijz.   |
| ---- | ---- | ------------------ | ---- | -------------- | ------- |
| 1    | 2    | Barakat Al-Harthi  | OMA  | 10,27          | Q, SB   |
| 2    | 9    | Emanuel Archibald  | GUY  | 10,30          | Q       |
| 3    | 1    | Mohamed Alhammadi  | UAE  | 10,59 (10,581) | Q, PB   |
| 3    | 5    | Banuve Tabakaucoro | FIJ  | 10,59 (10,581) | Q, PB   |
| 5    | 7    | Bruno Rojas        | BOL  | 10,64          |         |
| 6    | 4    | Didier Kiki        | BEN  | 10,69          | PB      |
| 7    | 3    | Badamassi Saguirou | NIG  | 10,87          | PB      |
| 8    | 8    | Ronald Fotofili    | TGA  | 11,19          | SB      |
| —    | 6    | Aveni Miguel       | ANG  | DQ             | TR 16,8 |

#### Voorronde 3
| Rang | Baan | Naam              | Land | Tijd           | Bijz. |
| ---- | ---- | ----------------- | ---- | -------------- | ----- |
| 1    | 6    | Dorian Keletela   | EOR  | 10,33          | Q, PB |
| 2    | 1    | Guy Maganga Gorra | GAB  | 10,61          | Q     |
| 3    | 2    | Oliver Mwimba     | COD  | 10,63          | Q     |
| 4    | 3    | Ildar Akhmadiev   | TJK  | 10,66          | PB    |
| 5    | 5    | Jonah Harris      | NRU  | 11,01          | SB    |
| 6    | 8    | Scott Fiti        | FSM  | 11,25          | SB    |
| 7    | 4    | Seco Camara       | GBS  | 11,33          | PB    |
| 8    | 9    | Adrian Ililau     | PLW  | 11,42 (11,414) | PB    |
| 9    | 7    | Karalo Maibuca    | TUV  | 11,42 (11,418) | NR    |

### Series
De drie snelsten van elke serie kwalificeerden zich direct voor de halve finales. Van de overgebleven atleten kwalificeerden de drie tijdsnelsten zich ook voor de halve finales.

#### Serie 1
| Rang | Baan | Naam                | Land | Tijd  | Bijz. |
| ---- | ---- | ------------------- | ---- | ----- | ----- |
| 1    | 8    | Ronnie Baker        | USA  | 10,03 | Q     |
| 2    | 3    | Jimmy Vicaut        | FRA  | 10,07 | Q, SB |
| 3    | 2    | Usheoritse Itsekiri | NGR  | 10,15 | Q     |
| 4    | 1    | Wu Zhiqiang         | CHN  | 10,18 |       |
| 5    | 9    | Yang Chun-han       | TPE  | 10,21 | SB    |
| 6    | 7    | Shuhei Tada         | JPN  | 10,22 |       |
| 7    | 5    | Emre Zafer Barnes   | TUR  | 10,47 |       |
| 8    | 6    | Guy Maganga Gorra   | GAB  | 10,77 |       |
| —    | 4    | Tyquendo Tracey     | JAM  | DNS   | —     |

#### Serie 2
| Rang | Baan | Naam              | Land | Tijd         | Bijz. |
| ---- | ---- | ----------------- | ---- | ------------ | ----- |
| 1    | 6    | Enoch Adegoke     | NGR  | 9,98         | Q, PB |
| 2    | 3    | Femi Ogunode      | QAT  | 10,02        | Q     |
| 3    | 8    | Zharnel Hughes    | GBR  | 10,04        | Q, SB |
| 4    | 7    | Trayvon Bromell   | USA  | 10,05        | q     |
| 5    | 9    | Felipe Bardi      | BRA  | 10,26        |       |
| 6    | 4    | Silvan Wicki      | SUI  | 10,28        |       |
| 7    | 5    | Samson Colebrooke | BAH  | 10,33        |       |
| 8    | 1    | Dorian Keletela   | EOR  | 10,41 (.405) |       |
| 9    | 2    | Emanuel Archibald | GUY  | 10,41 (.405) |       |

#### Serie 3
| Rang | Baan | Naam              | Land | Tijd  | Bijz.  |
| ---- | ---- | ----------------- | ---- | ----- | ------ |
| 1    | 4    | Marcell Jacobs    | ITA  | 9,94  | Q, NR  |
| 2    | 9    | Oblique Seville   | JAM  | 10,04 | Q, =PB |
| 3    | 1    | Shaun Maswanganyi | RSA  | 10,12 | Q      |
| 4    | 7    | Ryota Yamagata    | JPN  | 10,15 |        |
| 5    | 2    | Xie Zhenye        | CHN  | 10,16 |        |
| 6    | 5    | Yupun Abeykoon    | SRI  | 10,32 |        |
| 7    | 8    | Carlos Nascimento | POR  | 10,37 |        |
| 8    | 6    | Gavin Smellie     | CAN  | 10,44 |        |
| 9    | 3    | Oliver Mwimba     | COD  | 10,97 |        |

#### Serie 4
| Rang | Baan | Naam                | Land | Tijd  | Bijz. |
| ---- | ---- | ------------------- | ---- | ----- | ----- |
| 1    | 2    | Gift Leotlela       | RSA  | 10,04 | Q     |
| 2    | 4    | Su Bingtian         | CHN  | 10,05 | Q     |
| 3    | 8    | Jason Rogers        | SKN  | 10,21 | Q     |
| 4    | 7    | Yuki Koike          | JPN  | 10,22 |       |
| 5    | 5    | Lalu Muhammad Zohri | INA  | 10,26 | SB    |
| 6    | 3    | Ebrima Camara       | GAM  | 10,33 |       |
| 7    | 6    | Kemar Hyman         | CAY  | 10,41 |       |
| 8    | 9    | Banuve Tabakaucoro  | FIJ  | 10,70 |       |
| —    | 1    | Mark Odhiambo       | KEN  | DNS   | —     |

#### Serie 5
| Rang | Baan | Naam              | Land | Tijd  | Bijz.   |
| ---- | ---- | ----------------- | ---- | ----- | ------- |
| 1    | 9    | Andre De Grasse   | CAN  | 9,91  | Q, SB   |
| 2    | 3    | Fred Kerley       | USA  | 9,97  | Q       |
| 3    | 6    | Ferdinand Omurwa  | KEN  | 10,01 | Q, =NR  |
| 4    | 1    | Filippo Tortu     | ITA  | 10,10 | q, SB   |
| 5    | 8    | Reece Prescod     | GBR  | 10,12 | q, SB   |
| 6    | 5    | Jak Ali Harvey    | TUR  | 10,25 |         |
| 7    | 4    | Barakat Al-Harthi | OMA  | 10,31 |         |
| 8    | 7    | Mohamed Alhammadi | UAE  | 10,64 |         |
| —    | 2    | Divine Oduduru    | NGR  | DQ    | TR 16,8 |

#### Serie 6
| Rang | Baan | Naam                    | Land | Tijd         | Bijz.   |
| ---- | ---- | ----------------------- | ---- | ------------ | ------- |
| 1    | 4    | Akani Simbine           | RSA  | 10,08        | Q       |
| 2    | 3    | Arthur Cissé            | CIV  | 10,15        | Q       |
| 3    | 6    | Paulo André de Oliveira | BRA  | 10,17        | Q       |
| 4    | 1    | Hassan Taftian          | IRI  | 10,19        | SB      |
| 5    | 9    | Emmanuel Matadi         | LBR  | 10,25 (.245) |         |
| 6    | 5    | Cejhae Greene           | ANT  | 10,25 (.249) |         |
| 7    | 8    | Ngoni Makusha           | ZIM  | 10,43        |         |
| 8    | 7    | Bismark Boateng         | CAN  | 10,47        |         |
| —    | 2    | Fabrice Dabla           | TOG  | DQ           | TR 16,8 |

#### Serie 7
| Rang | Baan | Naam                   | Land | Tijd  | Bijz. |
| ---- | ---- | ---------------------- | ---- | ----- | ----- |
| 1    | 1    | Rohan Browning         | AUS  | 10,01 | Q, PB |
| 2    | 5    | Yohan Blake            | JAM  | 10,06 | Q     |
| 3    | 3    | Chijindu Ujah          | GBR  | 10,08 | Q     |
| 4    | 6    | Benjamin Azamati-Kwaku | GHA  | 10,13 |       |
| 5    | 2    | Kojo Musah             | DEN  | 10,20 |       |
| 6    | 7    | Rodrigo do Nascimento  | BRA  | 10,24 |       |
| 7    | 4    | Ján Volko              | SVK  | 10,40 |       |
| 8    | 9    | Yeykell Romero         | NCA  | 10,70 |       |
| 9    | 8    | Mario Burke            | BAR  | 15,81 |       |

### Halve finales
De twee snelsten van elke serie kwalificeerden zich direct voor de finale. Van de overgebleven atleten kwalificeerden de twee tijdsnelsten zich ook voor de finale.

#### Halve finale 1
| Rang | Baan | Naam                | Land | Tijd  | Bijz.   |
| ---- | ---- | ------------------- | ---- | ----- | ------- |
| 1    | 7    | Fred Kerley         | USA  | 9,96  | Q       |
| 2    | 6    | Andre De Grasse     | CAN  | 9,98  | Q       |
| 3    | 9    | Ferdinand Omurwa    | KEN  | 10,00 | NR      |
| 4    | 4    | Gift Leotlela       | RSA  | 10,03 |         |
| 5    | 8    | Jimmy Vicaut        | FRA  | 10,11 |         |
| 6    | 5    | Yohan Blake         | JAM  | 10,14 |         |
| 7    | 2    | Usheoritse Itsekiri | NGR  | 10,29 |         |
| —    | 3    | Reece Prescod       | GBR  | DQ    | TR 16,8 |

#### Halve finale 2
| Rang | Baan | Naam              | Land | Tijd           | Bijz. |
| ---- | ---- | ----------------- | ---- | -------------- | ----- |
| 1    | 8    | Zharnel Hughes    | GBR  | 9,98           | Q, SB |
| 2    | 7    | Enoch Adegoke     | NGR  | 10,00 (9,995)  | Q     |
| 3    | 3    | Trayvon Bromell   | USA  | 10,00 (9,996)  |       |
| 4    | 4    | Oblique Seville   | JAM  | 10,09 (10,081) |       |
| 5    | 6    | Rohan Browning    | AUS  | 10,09 (10,083) |       |
| 6    | 9    | Shaun Maswanganyi | RSA  | 10,10          |       |
| 7    | 2    | Filippo Tortu     | ITA  | 10,16          |       |
| 8    | 5    | Femi Ogunode      | QAT  | 10,17          |       |

#### Halve finale 3
| Rang | Baan | Naam                    | Land | Tijd         | Bijz. |
| ---- | ---- | ----------------------- | ---- | ------------ | ----- |
| 1    | 4    | Su Bingtian             | CHN  | 9,83 (9,827) | Q, AR |
| 2    | 6    | Ronnie Baker            | USA  | 9,83 (9,829) | Q, PB |
| 3    | 5    | Marcell Jacobs          | ITA  | 9,84         | q, AR |
| 4    | 7    | Akani Simbine           | RSA  | 9,90         | q     |
| 5    | 8    | Chijindu Ujah           | GBR  | 10,11        |       |
| 6    | 2    | Jason Rogers            | SKN  | 10,12        |       |
| 7    | 9    | Arthur Cissé            | CIV  | 10,18        |       |
| 8    | 3    | Paulo André de Oliveira | BRA  | 10,31        |       |

### Finale
| Rang   | Baan | Naam            | Land | Tijd | Bijz.   |
| ------ | ---- | --------------- | ---- | ---- | ------- |
| Goud   | 3    | Marcell Jacobs  | ITA  | 9,80 | AR      |
| Zilver | 5    | Fred Kerley     | USA  | 9,84 | PB      |
| Brons  | 9    | Andre De Grasse | CAN  | 9,89 | PB      |
| 4      | 2    | Akani Simbine   | RSA  | 9,93 |         |
| 5      | 7    | Ronnie Baker    | USA  | 9,95 |         |
| 6      | 6    | Su Bingtian     | CHN  | 9,98 |         |
|        | 8    | Enoch Adegoke   | NGR  | DNF  |         |
|        | 4    | Zharnel Hughes  | GBR  | DQ   | TR 16,8 |

1896: Thomas Burke ·
1900: Francis Jarvis ·
1904: Archie Hahn ·
1908: Reggie Walker ·
1912: Ralph Craig ·
1920: Charley Paddock ·
1924: Harold Abrahams ·
1928: Percy Williams ·
1932: Eddie Tolan ·
1936: Jesse Owens ·
1948: Harrison Dillard ·
1952: Lindy Remigino ·
1956: Bobby Morrow ·
1960: Armin Hary ·
1964: Bob Hayes ·
1968: Jim Hines ·
1972: Valeri Borzov ·
1976: Hasely Crawford ·
1980: Allan Wells ·
1984: Carl Lewis ·
1988: Carl Lewis ·
1992: Linford Christie ·
1996: Donovan Bailey ·
2000: Maurice Green ·
2004: Justin Gatlin ·
2008: Usain Bolt ·
2012: Usain Bolt ·
2016: Usain Bolt ·
2020: Marcell Jacobs ·
2024: Noah Lyles